# ケイト・ベッキンセイル
ケイト・ベッキンセイル（Kate Beckinsale、本名：キャスリン・ベイリー・ベッキンセイル（Kathryn Bailey Beckinsale）、1973年7月26日 - ）は、イギリスの女優。ベッキンセールとも表記されることがある。

## 来歴

### 生い立ち
ロンドンのフィンズベリー・パークで生まれる。父は俳優のリチャード・ベッキンセイル、母は女優のジュディ・ロエ。異母姉のサマンサ・ベッキンセイルも女優である。父方の曽祖父はミャンマー人であり、子供の頃は「東洋人のようだ」と言われていた。思春期は極度の拒食症や喫煙癖などがあり、あまり平穏とは言えなかった。青年劇団参加がきっかけでTVドラマに出演し、女優を志望することを決めていたが、視野を広げるためオックスフォード大学でロシア文学とフランス文学を学ぶ。

### キャリア

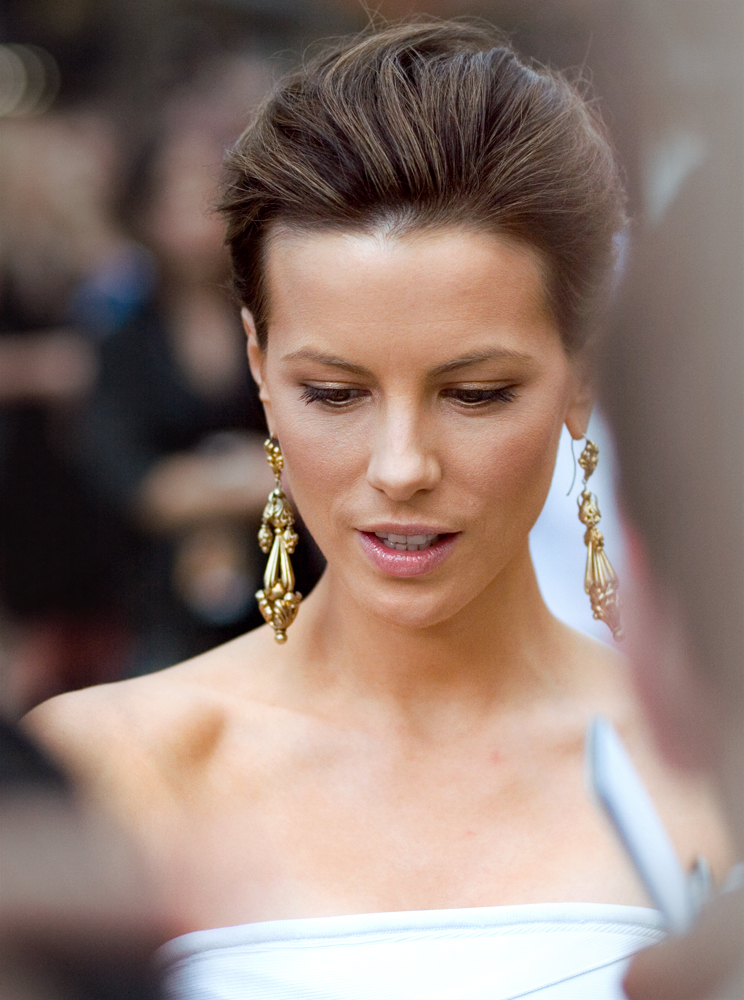
『ダイ・ハード4.0』のプレミアにて

1991年にテレビドラマ『風に向かって』でデビューする。大学在学中にケネス・ブラナー監督・主演の『から騒ぎ』のオーディションに受かり、映画デビューした。1994年に役者業に専念するため、オックスフォード大学を中退した。
1995年のTVドラマ『ゴールド・コンフォート・ファーム』に出演、当時よりその美貌が注目を集める。女優としての本格的な映画出演は、フランシス・フォード・コッポラ製作総指揮の1995年『月下の恋』で、エイダン・クインの相手役を務め、高い評価を得た。1996年『エマ』や『シューティング・フィッシュ』を経て、2000年アメリカ映画にも進出する。2000年公開の『ブロークダウン・パレス』『金色の嘘』ではユマ・サーマンと共演するなど、アメリカ映画に初出演する。2001年公開の『パール・ハーバー』でトップスターの仲間入りを果たす。以降、『ヴァン・ヘルシング』、『アビエイター』、『アンダーワールド』シリーズ等のヒット作に出演している。
世界中の美男美女が集まるとも言われるハリウッド映画界において、デビュー時からイギリス系とアジア系の血が混じった美貌は米『ピープル』誌から「絶世の美女」「ポスト・イングリッド・バーグマン」とも呼ばれ、注目を集め続けてきた。端正な容姿と、細身ながら引き締まった9頭身のプロポーションで女性人気も高く、「ハリウッド・ビューティーナンバーワン」との呼び声も高い。また、2002年に『ヒーロー・マガジン』誌で「イングランドのナンバー1美女」に、2009年の『エクスワイア』誌で「最もセクシーな女性」に選ばれている。しかし、常に作品よりも自分の容姿が注目されてしまうことはあまり快く思っていないとインタビュー記事で語っている。
幼いころから読書が好きで、16歳でイギリスの有名書店主催の若手作家のコンテストで2年連続優勝したことがある（詩・短編小説部門で入賞）。

### 私生活
過去にはイギリス人俳優のマイケル・シーンと長く交際しており、1999年1月31日に長女（リリー・モー・シーン）を出産した。しかし2003年公開の『アンダーワールド』で共演してから数ヵ月後に彼と別れる。ほどなく同映画を監督していたレン・ワイズマンと2003年6月に婚約、2004年5月9日に挙式した。しかし、2016年に離婚を申請したと報じられた。ワイズマンの監督作では『トータル・リコール』に出演、初の悪役で新境地を開いた。
現在はアメリカ在住。ヴィクトリア・ベッカムと仲が良い。

## フィルモグラフィー
| 公開年 | 邦題 原題                                                      | 役名                         | 備考                           |
| ------ | -------------------------------------------------------------- | ---------------------------- | ------------------------------ |
| 1991   | 風に向かって One Against the Wind                              | バルブ・リンデル             | テレビ映画                     |
| 1993   | から騒ぎ Much Ado About Nothing                                | ヒーロー                     |                                |
| 1994   | レタッチ 裸の微笑 Uncovered                                    | ジュリア                     | 日本未公開                     |
| 1994   | Prince of Jutland/ Royal Deceit                                | エセル                       | 日本未公開                     |
| 1995   | Cold Comfort Farm                                              | フローラ・ポステ             | 日本未公開                     |
| 1995   | 月下の恋 Haunted                                               | クリスティーナ・マリエル     | VHSビデオ題「ホーンテッド」    |
| 1996   | ジェーン・オースティンのエマ Emma                              | エマ・ウッドハウス           | テレビ映画                     |
| 1998   | ラスト・デイズ・オブ・ディスコ The Last Days of Disco          | シャーロット                 | 日本未公開                     |
| 1998   | シューティング・フィッシュ Shooting Fish                       | ジョージ                     |                                |
| 1998   | アナザーワールド鏡の国のアリス Alice Through the Looking Glass | アリス                       | テレビ映画                     |
| 1999   | ブロークダウン・パレス Brokedown Palace                        | ダーリーン・デイヴィス       |                                |
| 2001   | セレンディピティ Serendipity                                   | サラ・トーマス               |                                |
| 2001   | パール・ハーバー Pearl Harbor                                  | イヴリン・ジョンソン         |                                |
| 2001   | 金色の嘘 The Golden Bowl                                       | マギー・ヴァーヴァー         |                                |
| 2002   | しあわせの法則 Laurel Canyon                                   | アレックス・エリオット       |                                |
| 2003   | アンダーワールド Underworld                                    | セリーン                     |                                |
| 2003   | タイニー・ラブ Tiptoes                                         | キャロル                     | 日本未公開                     |
| 2004   | アビエイター The Aviator                                       | エヴァ・ガードナー           |                                |
| 2004   | ヴァン・ヘルシング Van Helsing                                 | アナ王女                     |                                |
| 2006   | もしも昨日が選べたら Click                                     | ドナ・ニューマン             |                                |
| 2006   | アンダーワールド: エボリューション Underworld: Evolution       | セリーン                     |                                |
| 2007   | モーテル Vacancy                                               | エイミー・フォックス         |                                |
| 2008   | スノー・エンジェル Snow Angels                                 | アニー・マーチャンド         | 日本未公開                     |
| 2008   | ブレイキング・ポイント Winged Creatures                        | カーラ・ダヴェンポート       | 日本未公開                     |
| 2008   | ザ・クリミナル 合衆国の陰謀 Nothing But the Truth              | レイチェル・アームストロング | 日本未公開                     |
| 2009   | アンダーワールド ビギンズ Underworld: Rise of the Lycans       | セリーン                     |                                |
| 2009   | ホワイトアウト Whiteout                                        | キャリー・ステッコ           |                                |
| 2009   | みんな元気 Everybody's Fine                                    | エイミー                     | 日本未公開                     |
| 2012   | アンダーワールド 覚醒 Underworld: Awakening                    | セリーン                     |                                |
| 2012   | ハード・ラッシュ Contraband                                    | ケイト・ファラデイ           |                                |
| 2012   | トータル・リコール Total Recall                                | ローリー                     |                                |
| 2013   | リーガル・マインド 〜裏切りの法廷〜 The Trials of Cate McCall  | ケイト・マッコール           |                                |
| 2014   | アサイラム 監禁病棟と顔のない患者たち Eliza Graves             | イライザ・グレイヴス         | 日本では2016年公開             |
| 2015   | 天使が消えた街 The Face of an Angel                            | シモーン・フォード           |                                |
| 2015   | ミラクル・ニール! Absolutely Anything                          | キャサリン                   |                                |
| 2016   | ラブ&フレンドシップ Love & Friendship                          | レディー・スーザン・バーノン |                                |
| 2016   | フォービドゥン/呪縛館 The Disappointments Room                 | デイナ・バロー               |                                |
| 2016   | アンダーワールド ブラッド・ウォーズ Underworld: Blood Wars     | セリーン                     |                                |
| 2017   | さよなら、僕のマンハッタン The Only Living Boy in New York     | ジョアンナ                   |                                |
| 2019   | ザ・ウィドウ 〜真実を求めて〜 The Widow                        | ジョージア・ウェルズ         | ITV&Amazonビデオドラマシリーズ |
| 2021   | JOLT/ジョルト Jolt                                             | リンディ                     |                                |
| 2024   | Canary Black                                                   | エイブリー・グレイブス       |                                |